# Лазимир, Павел Евгеньевич
Па́вел Евге́ньевич Лазими́р (21 января 1891 — 20 мая 1920, Кременчуг) — российский революционер-эсер, советский военный деятель.

## Биография
Родился в семье солдата. Поступил на службу в Петроградский военный лазарет фельдшером. Сблизился с эсерами и начал заниматься пропагандой революционных идей. После Февральской революции избран в Исполком Петроградского совета и назначен председателем его солдатской секции. После того как большевики оказались более радикальными, чем эсеры, стал на их сторону. Разработал проект «Положения о ВРК» и был избран первым председателем Петроградского ВРК. После Октябрьской революции — член коллегии Наркомата по военным делам РСФСР. В 1918—1920 гг. — член РВС Южного фронта, где руководил снабжением и организацией санитарного дела. Умер от тифа.